# Pride (film fra 1917)
 For alternative betydninger, se Pride (flertydig). (Se også artikler, som begynder med Pride (flertydig))
Pride er en amerikansk stumfilm fra 1917 af Richard Ridgely.

## Medvirkende
- Holbrook Blinn som Eugene D'Arcy
- Shirley Mason som Eve Leslie
- George LeGuere som Adam Moore
- Helen Strickland som Miss Nelson Blanchard
- Guido Colucci som Le Comte de Frais